# Nowakowskiella elegans
Nowakowskiella elegans är en svampart som först beskrevs av Nowak., och fick sitt nu gällande namn av Joseph Schröter 1893. Nowakowskiella elegans ingår i släktet Nowakowskiella och familjen Cladochytriaceae.   Inga underarter finns listade i Catalogue of Life.